# FC Stockholm Internazionale
FC Stockholm Internazionale är en fotbollsklubb i Stockholm. Klubben bildades 22 oktober 2010 och lyckades under sina åtta första år ta sig från division 7 till division 2 samt sätta nytt svenskt rekord i antal förlustfria matcher i rad.
Klubben spelar sedan säsongen 2022 i Ettan Norra.

## Historia
FC Stockholm grundades den 22 oktober 2010 av Stefan Elfver och antog omedelbart parollen "FC mot Europa". Klubbens första säsonger blev framgångsrika, med tre raka seriesegrar. Laget satte nytt svenskt rekord genom att spela 54 matcher i rad utan att förlora, vilket innebar att de slog ett 17 år gammalt rekord.
Laget hade flera kända spelare som  ex-allsvenska spelare som Daniel Hoch, Elias Storm och Göran Marklund. Samt genom sina stora publikevenemang, där de till exempelvis slog nytt publikrekord i division 5. I samma veva deklarerade klubben även att det långsiktiga målet är att vinna Allsvenskan och kvala till Champions League.
År 2014 kom den första motgången. För första gången på närmare tre år förlorade klubben den 21 april en match, då Ängby IF vann med 2-1 och bröt FC Stockholms förlustfria svit. Förlusten var klubbens andra någonsin i seriespel. FC Stockholm slutade på tredjeplats i division 4 och missade avancemang.
Ex-landslagsmannen Daniel Nannskog tog över som ny tränare inför säsongen 2015 och ledde klubben till en ny serieseger. Redan efter ett år valde Nannskog dock att lämna FC Stockholm.
Under debutsäsongen i division 3 nådde FC Stockholm en andraplats och fick därmed kvala till division 2. Efter att ha besegrat Enköpings SK i första kvalomgången ställdes de mot Södertälje FK i ett avgörande dubbelmöte. En 2-1-seger i första matchen följdes av en 3-6-förlust, vilket innebar att klubben missade avancemang till division 2. En tredjeplats i division 3 följdes 2018 av ännu en andraplats, sedan FC Stockholm under säsongens slut tappat seriesegern till Tyresö FF. I det efterföljande kvalet besegrade de först IFK Ölme och därefter IK Sleipner, vilket gjorde att avancemanget till division 2 var säkrat. FC Stockholm blev därmed den Stockholmsklubb som snabbast klättrat från division 7 till division 2.
De två första säsongerna i division 2, under ledning av ex-landslagsmannen Johan Mjällby, slutade med två mittenplaceringar. År 2020 lyckades de dock för första gången att kvala in till Svenska Cupen. Efter förlängning förlorade de med 1-3 mot Degerfors IF, som samma höst tog sig upp i Allsvenskan, i den andra omgången och missade därmed gruppspelet.
2021 vann FC Stockholm division 2 då de gick igenom säsongen obesegrade. Skyttekungen Stefan Ostojic utsågs därefter till säsongens bästa anfallare i landets division 2-serier. I samband med avancemanget till Ettan Norra meddelade klubben att de kommande år kommer starta upp en ungdomsverksamhet.

## Hemmaarena
Klubben har flyttat runt mellan olika spelplatser. Under de två första säsongerna höll de till på Mälarhöjdens IP i Fruängen i södra Stockholm. 2013 började laget spela sina hemmamatcher på Kristinebergs IP på Kungsholmen i Stockholms innerstad. 2022 spelade laget på Stockholm Stadion på Östermalm och 2023 flyttade laget vidare till Kanalplan på Södermalm.

## Ungdomsverksamhet
Sedan 2021 bedriver klubben även ungdomsverksamhet i Farsta i södra Stockholm samt på Kungsholmen. 

## Spelare

### Spelartrupp
| Nummer      | Land      | Spelare                  | Födelsedatum     | Kom från            | Moderklubb       |           |
| Målvakter   | Målvakter | Målvakter                | Målvakter        | Målvakter           | Målvakter        | Målvakter |
| ----------- | --------- | ------------------------ | ---------------- | ------------------- | ---------------- | --------- |
| 1           | Sverige   | Sixten Bringzén          | 2 oktober 2006   | Djurgårdens IF      | Vasalunds IF     |           |
| 30          | Sverige   | Simon Röse               | 20 februari 1993 | Nacka FC            | Älvsjö AIK       |           |
| 35          | Sverige   | Gustav Nyberg            | 1 maj 1998       | Täby FK             | Norrtulls SK     |           |
| Försvarare  |           |                          |                  |                     |                  |           |
| 3           | Sverige   | Jens Stigedahl           | 24 augusti 1996  | Egersund            | Umedalens IF     |           |
| 5           | Sverige   | David Fällman            | 4 februari 1990  | Aalesund            | IFK Mariefred    |           |
| 8           | Sverige   | Luka Dobrijevic          | 30 mars 1998     | Ljungskile SK       | Vasalunds IF     |           |
| 18          | Sverige   | Rasmus Allbäck           | 8 mars 2004      | Djurgårdens IF      | Saltsjöbadens IF |           |
| 23          | Sverige   | Marcus Degerlund         | 16 mars 1998     | Jönköpings Södra IF | Västerås IK      |           |
| 28          | Sverige   | Anders Hellblom          | 5 maj 2003       | Västerås SK         | Gideonsbergs IF  |           |
| Mittfältare |           |                          |                  |                     |                  |           |
| 6           | Sverige   | Sebastian Loyola Nydén   | 11 november 1996 | FC Trollhättan      | IK Sturehov      |           |
| 7           | Sverige   | Magnus Eriksson          | 8 april 1990     | Djurgårdens IF      | AIK              |           |
| 11          | Sverige   | Tiago Silva Sanchez      | 1 oktober 2001   | Karlbergs BK        | IFK Tumba        |           |
| 13          | Sverige   | David Zlotnik            | 1 oktober 1995   | IF Brommapojkarna   | IFK Aspudden     |           |
| 14          | Sverige   | Jakob Bäckström          | 1 februari 2004  | Djurgårdens IF      | Tyresö FF        |           |
| 20          | Sverige   | Hampus Slättenhäll       | 13 augusti 2006  | Österåker United    | Åkersberga BK    |           |
| 21          | Sverige   | William Jan              | 4 februari 1998  | Sollentuna FK       | AIK              |           |
| 27          | Sverige   | Nicolas Salazar          | 7 mars 2003      | FC Djursholm        | Sverige          |           |
| 29          | Sverige   | Diego Saavedra           | 10 juli 2008     | FC Stockholm U      | Hammarby IF      |           |
| Anfallare   |           |                          |                  |                     |                  |           |
| 9           | Sverige   | Lukas Sunesson           | 2 oktober 1998   | Täby FK             | Erikslunds KF    |           |
| 10          | Sverige   | Marijan Cosic            | 31 maj 1996      | Start               | Alby IF          |           |
| 12          | Sverige   | Micheé Kabady Kantokoski | 20 maj 2005      | IF Brommapojkarna   | Boo FF           |           |
| 16          | Nigeria   | Emmanuel Onotu           | 0 december 2006  | Inter Allies        | One Rocket       |           |
| 19          | Sverige   | Villiam Dahlström        | 30 juni 1997     | Halmstads BK        | Roma IF          |           |

### Kända spelare
| - Anton Sandberg Magnusson (2016-2017) - Carlos Gaete Moggia (2021) - Daniel Hoch (2013-2015) - Elias Storm (2011-2013) - Filip Almström Tähti (2022) - Gustaf Segerström (2013-2015) - Göran Marklund (2013-2014) - Jesper Carlsson (2017-2019) - Joel Rajalakso (2020-2021) | - José Monteiro (2015-2017) - Linus Mattsson (2020) - Linus Smedjegården (2017-2018) - Mani Tourang (2016-2020) - Mårten Nordbeck (2017-2022) - Ricardo Gray (2019-2020) - Robin Wikman (2015-2016) - Sebastian Ludzik (2019-2022) |

## Tränare
Klubben har haft följande huvudtränare:
- Stefan Elfver (2011-2014)
- Daniel Nannskog (2015)
- Filip Bergman (2016)
- Anders Wasserman (2017)
- Patrik Sandberg (2018)
- Johan Mjällby (2019-2020)
- Rebaz Hassan (2021-2023)
- Rikard Norling (2024-)

## Statistik

### Säsonger
| Seriespel | Seriespel | Seriespel  | Seriespel           | Seriespel   | Seriespel   | Seriespel | Cupspel | Cupspel       | Cupspel   | Cupspel |
| Säsong    | Nivå      | Division   | Avdelning           | Placering   | Förändring  | Källa     | Säsong  | Cup           | Resultat  | Källa   |
| --------- | --------- | ---------- | ------------------- | ----------- | ----------- | --------- | ------- | ------------- | --------- | ------- |
| 2011      | 9         | Division 7 | Stockholm J         | 1:a (av 10) | Uppflyttad  | [ 18 ]    |         |               |           |         |
| 2012      | 8         | Division 6 | Stockholm C         | 1:a (av 10) | Uppflyttad  | [ 19 ]    |         |               |           |         |
| 2013      | 7         | Division 5 | Stockholm Södra     | 1:a (av 12) | Uppflyttad  | [ 20 ]    |         |               |           |         |
| 2014      | 6         | Division 4 | Stockholm Mellersta | 3:a (av 12) |             | [ 21 ]    |         |               |           |         |
| 2015      | 6         | Division 4 | Stockholm Mellersta | 1:a (av 12) | Uppflyttad  | [ 22 ]    |         |               |           |         |
| 2016      | 5         | Division 3 | Södra Svealand      | 2:a (av 12) | Kval        | [ 23 ]    |         |               |           |         |
| 2017      | 5         | Division 3 | Södra Svealand      | 3:a (av 12) |             | [ 24 ]    |         |               |           |         |
| 2018      | 5         | Division 3 | Södra Svealand      | 2:a (av 12) | Kval        | [ 25 ]    |         |               |           |         |
| 2019      | 4         | Division 2 | Södra Svealand      | 5:a (av 14) |             | [ 26 ]    |         |               |           |         |
| 2020      | 4         | Division 2 | Norra Svealand      | 8:a (av 14) |             | [ 27 ]    | 2020/21 | Svenska cupen | Omgång 2  | [ 28 ]  |
| 2021      | 4         | Division 2 | Norra Svealand      | 1:a (av 15) | Uppflyttade | [ 29 ]    | 2021/22 | Svenska cupen | Omgång 2  | [ 30 ]  |
| 2022      | 3         | Division 1 | Norra               | 9:a (av 16) |             | [ 31 ]    | 2022/23 | Svenska cupen | Omgång 2  |         |
| 2023      | 3         | Division 1 | Norra               | 5:a (av 16) |             | [ 32 ]    | 2023/24 | Svenska cupen | Omgång 2  |         |
| 2024      | 3         | Division 1 | Norra               | 2:a (av 16) |             |           | 2024/25 | Svenska cupen | Gruppspel |         |